# Berfay

Berfay este o comună în departamentul Sarthe, Franța. În 2009 avea o populație de 369 de locuitori.